# سحلية ولود

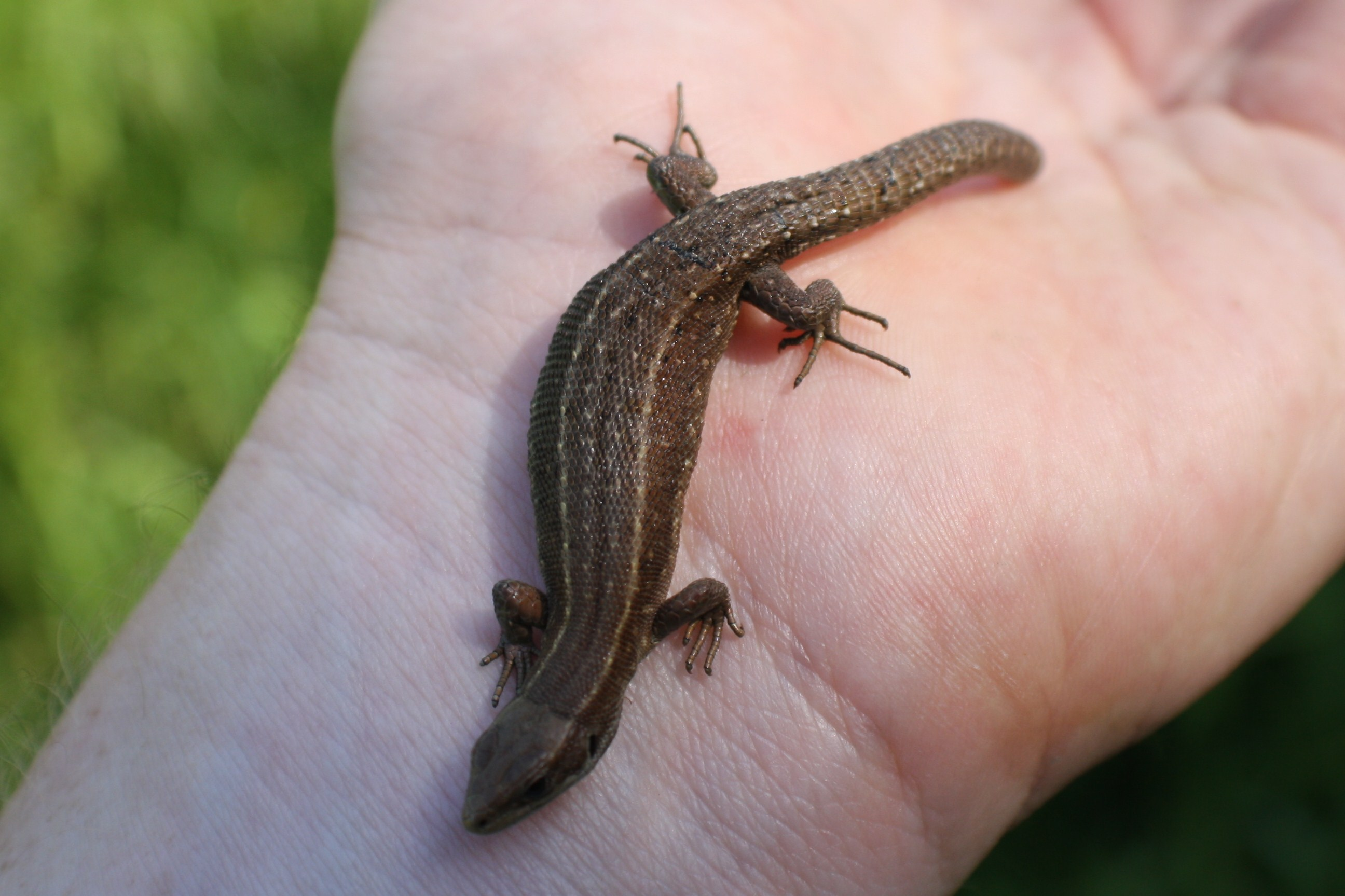
الحجم مقارنة باليد

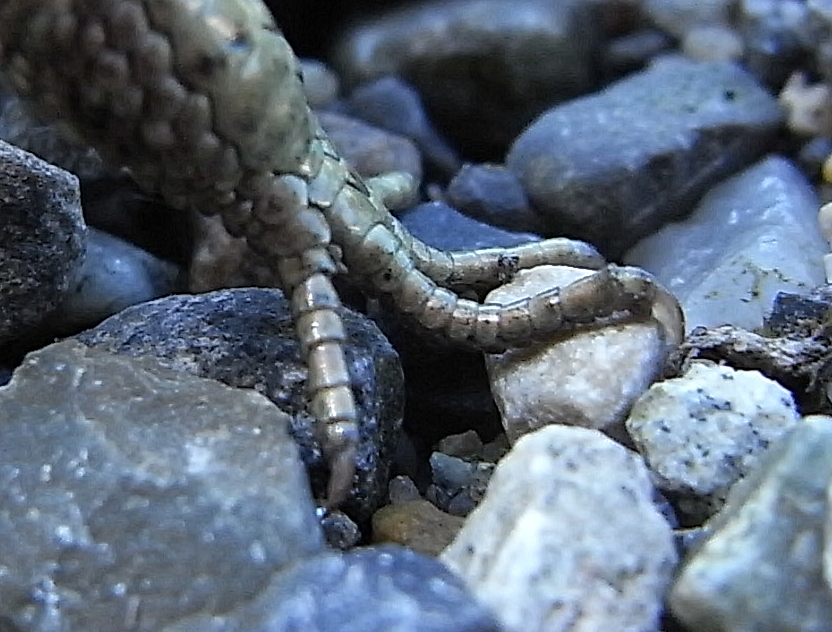
القدم الأمامية

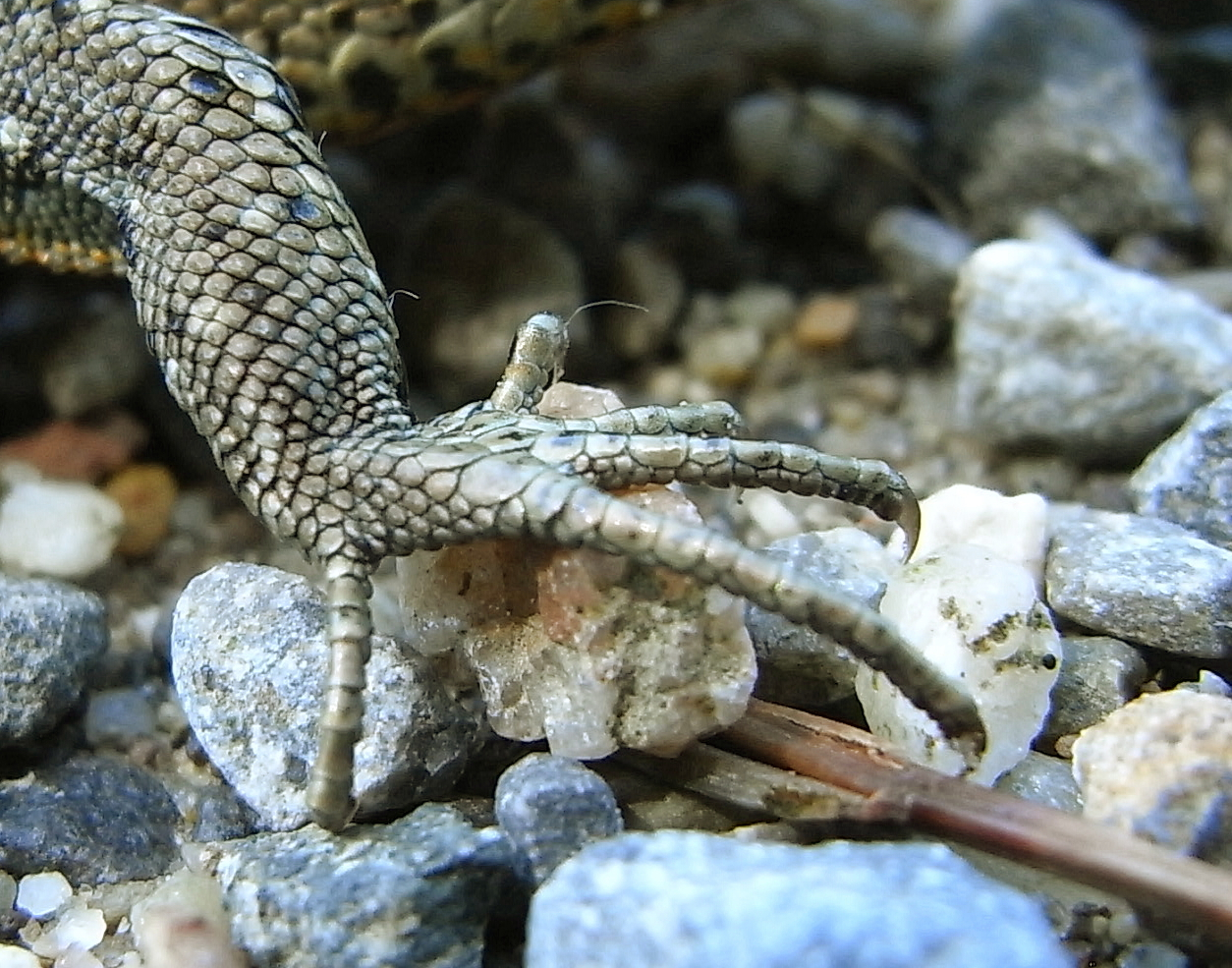
القدم الخلفية

السحلية الوَلُود أو السِّقَّاية الوَلُود أو العظاية الوَلُود هي سحلية أوراسية . تعيش في أقصى الشمال من أي نوع آخر من الزواحف غير البحرية ، وسميت لحقيقة أنها ولود ما يعني أنها تلد صغارًا (على الرغم من أنها تضع بيضها في بعض الأحيان بشكل طبيعي). 